# Saturn LXIV
Saturn LXIV, cunoscut provizoriu ca S/2004 S 34, este un satelit natural al lui Saturn. Descoperirea sa a fost anunțată de Scott S. Sheppard⁠(d), David C. Jewitt⁠(d) și Jan Kleyna⁠(d) pe 8 octombrie 2019 din observații efectuate între 12 decembrie 2004 și 21 martie 2007. Și-a primit denumirea permanentă în august 2021.
Saturn LXIV are aproximativ 3 kilometri în diametru și orbitează în jurul lui Saturn la o distanță medie de 24,299 Gm în 1414,59 zile, la o înclinație de 166° față de ecliptică, în sens retrograd și cu o excentricitate de 0,235.